# Джон Брайон
Джон Брайон (англ. Jon Brion; нар. 11 грудня 1963) — американський співак, автор пісень, мультиінструменталіст, продюсер і композитор. Він виступав із гуртами Excerpts, the Bats, 'Til Tuesday і the Grays, перш ніж стати продюсером і композитором музики до фільмів.
Джон Брайон продюсував музику для багатьох виконавців і груп, зокрема Of Montreal, Еймі Манн, Love Jones, Eels, Фіона Еппл, Елліотт Сміт, Robyn Hitchcock, Rhett Miller, The Crystal Method, Каньє Вест, Скай Феррейра та Мак Міллер.

## Раннє життя
Джон Брайон народився 11 грудня 1963 року в Глен-Ридж, штат Нью-Джерсі. Він походить з родини музикантів: його мати, ЛаРу, була адміністративним помічником і співаком, а його батько, Кіт Брайон, був директором групи в Єльському університеті. Його брат і сестра стали відповідно композитором/аранжувальником і скрипалькою. Брайон виріс у Коннектикуті, де він кинув школу Хамден у віці 17 років і вирішив професійно займатися музикою. З 1980 по 1985 рік Джон був частиною гурту The Excerpts разом зі Стівеном Харрісом, Діном Фальконе, Джимом Балгою, Боббі Батчером і Спайком Пріґгеном.

## Кар'єра

### The Bats
На початку 1980-х років Брайон і музикант Білл Мерфі почали співпрацю в Нью-Гейвені, штат Коннектикут. Зрештою вони залучили басиста Дона «Ріффа» Фертмана і разом створили Bats (не плутати з однойменною новозеландською групою чи південноафриканською). The Bats випустили сингл «Popgun» і один альбом How Pop Can You Get? на Gustav Records у 1982 році. Альбом отримав високе визнання критиків, але малий комерційний успіх, і тріо зрештою розпалося.

### Робота з іншими виконавцями
У 1987 році Брайон переїхав до Бостона, де грав на сольних концертах, створив короткочасну групу World's Fair і став учасником останньої гастрольної версії нью-вейв-групи Еймі Манн 'Til Tuesday. Він брав участь у створенні гітарного альбому Jellyfish Spilled Milk 1993 року, а в 1994 році приєднався до Дена Маккерролла, Бадді Джаджа та колишнього гітариста Jellyfish Джейсона Фолкнера в недовгому поп-гурті The Grays. Він також грав на гітарі в хіті Wallflowers «One Headlight», використовуючи викрутку, яка лежала на підсилювачі неподалік як слайд. Брайон грав на багатьох інструментах у альбомі Сема Філліпса Omnipop 1996 року. Брайон представлений як клавішник і барабанщик в альбомі Маріанни Фейтфулл «Kissin Time» 2003 року, а також став співавтором пісні «City of Quartz» для її наступної роботи, Before the Poison 2005 року.

### Продюсування
Після визнання досвідченого сесійного гравця Брайон розпочав виробництво сольного дебюту тодішньої дівчини Еймі Манн Whatever 1993 року та його продовження I'm With Stupid. Він також продюсував альбоми Фіони Еппл, Руфуса Вейнрайта, Елені Манделл, Ретта Міллера, Робіна Хічкока, Бреда Мелдау та Евана Дандо.
Восени 2002 року Джон Брайон почав продюсувати альбом Extraordinary Machine разом з Фіоною Епл, але пізніше вона залучила продюсерів Майка Елізондо та Браяна Кехью (друга Брайона), щоб завершити альбом. Версії Брайона просочилися в Інтернет, де альбом став культовим задовго до офіційного релізу. У 2005 році Брайон також став співпродюсером альбому Late Registration Каньє Веста.
Брайон працював і виступав над деякими треками для альбому Шона Леннона Friendly Fire 2006 року. Леннон сказав, що працювати з ним було як «я уявляю, ніби це працювати з Прінсом. Це як мати дивного інопланетного вундеркінда у своїй кімнаті».
Брайон продюсував альбоми таких виконавців як Dido, Spoon і Keane, а також False Priest Of Montreal 2010 року. Брайон також продюсував другий альбом Best Coast, який вийшов на початку 2012 року. Брайон працював над альбомом репера Мака Міллера Swimming 2018 року і завершив роботу над посмертним альбомом Міллера Circles (2020).
За словами Stereogum, робота Брайона над першими сольними альбомами Еймі Манн «заклала основу для звучання, яке стало синонімом низки видатних альтернативних виконавців на зламі століть».

### Meaningless
У 1997 році Джон Брайон підписав контракт з лейблом Lava/Atlantic, але його контракт було звільнено після того, як він випустив свій сольний дебютний альбом Meaningless. Альбом був випущений незалежно в 2001 році. У 2022 році альбом був ремастеризований і перевиданий через Jealous Butcher Records зі схвалення Брайона.
Незважаючи на те, що ходять чутки про те, що Брайон працює над другим сольним повноформатним альбомом, станом на 2023 рік альбом ще не вийшов. У 2004 році Еймі Манн заявила: «У Джона є матеріалу принаймні на 10 альбомів» і «Я думаю, що йому важко сказати, що щось закінчено, незалежно від того, продюсує він чи пише власні пісні. Джон — перфекціоніст».

### Музика до фільмів
Джон Брайон — досвідчений кінокомпозитор, який почав створювати музику, часто працюючи з режисером Полом Томасом Андерсоном. Окрім музики до багатьох своїх фільмів, Брайон написав музику до «Ночей бугі» та зіграв у фільмі епізодичну роль вусатого гітариста.
Зокрема, у саундтреках до своїх фільмів Брайон відомий своїм використанням ранніх аналогових інструментів семплювання, зокрема Chamberlin і Optigan, для створення майже реалістичної емуляції певних інструментів.
Він був номінований на премію «Греммі» за найкращий саундтрек до альбому за роботу над Магнолія 1999 року та Вічне сяйво чистого розуму 2004 року.
Брайон був найнятий в останню хвилину, щоб написати супутню музику для Розлучення по-американськи. Він також створив музику для Змова, Кохання, що збиває з ніг, Зведені брати, Паранорман, Майбутнє, Нью-Йорк, Нью-Йорк, Леді-Птаха Ґрети Ґервіґ і Крістофера Робіна.
Він також написав музику до короткометражного фільму «Блакитна парасолька» Disney/Pixar.

## Гастролі та живі виступи
Джон Брайон відомий своїми регулярними п'ятничними вечірніми концертами в лос-анджелеському клубі Largo, де є кавери та оригінальні пісні, різноманітні інструменти та час від часу запрошені музиканти та коміки. Він працює без сет-листа, натомість використовуючи пропозиції аудиторії як відправну точку. Він використовує підхід «головоломки» до виконання пісень і використовує циклічні системи для запису себе, часто починаючи з барабанів, а потім додаючи фортепіано, бас, гітару та вокал. Протягом багатьох років на концертах відбувалися спонтанні виступи з Джексоном Брауном, Джилліан Велч, Фіоною Епл, Рікі Лі Джонс із басистом Стівеном Паттом, Еймі Манн, Елліоттом Смітом, Беном Фолдсом, Нелсом Клайном, перкусіоністом Метом Чемберленом, Торі Еймос, басистом Себастьяном Стейнбергом і скрипалем Сарою Воткінс.
У квітні 2006 року повторюваний тендиніт правої руки Брайона змусив його скасувати всі його майбутні шоу в Largo. Як тимчасове «прощання» він зіграв одне шоу, використовуючи лише ліву руку, навіть зациклюючи свої пісні, як зазвичай, і грав на барабанах однією паличкою. Пізніше того ж року він відновив регулярні щотижневі виступи в Ларго, а у 2016 році перейшов на щомісячне шоу до пандемії COVID-19. Влітку 2023 року Брайон заявив Ларго в Coronet, що має намір відновити шоу найближчим часом. Brion відновив свої шоу в Ларго у вересні 2023 року.

## Особисте життя
Джон Брайон живе і працює в Лос-Анджелесі.
Він мав стосунки з Еймі Манн наприкінці 1980-х — на початку 1990-х років і з Мері Лінн Раджскуб з 1997 по 2002 рік.

## Дискографія
Сольні альбоми
- Meaningless (2001)

The Bats
- The Bats — How Pop Can You Get? (1982)

The Grays
- The Grays — Ro Sham Bo (1994)

Музичний супровід до фільмів
- Фатальна вісімка (1996)
- Магнолія (1999)
- Кохання, що збиває з ніг (2002)
- Вічне сяйво чистого розуму (2004)
- Змова (2004)
- Розлучення по-американськи (2006)
- Нью-Йорк, Нью-Йорк (2008)
- Зведені брати (2008)
- Glago's Guest (2008)[16]
- Копи на підхваті (2010)
- Стоун (2010)
- Майбутнє (2011)
- Паранорман (2012)
- Кохання по-дорослому (2012)
- Синя парасолька (2013)
- Татусь із доставкою (2013)
- Гравець (2014)
- Дівчина без комплексів (2015)
- Джон Малейні: The Comeback Kid (2015)
- Curmudgeons (2016)
- Вілсон (2017)
- Леді-Птаха (2017)
- Щасливі невдахи (2018)
- Крістофер Робін (2018)
- Рай для дурня (2023)